# Dresdener codex

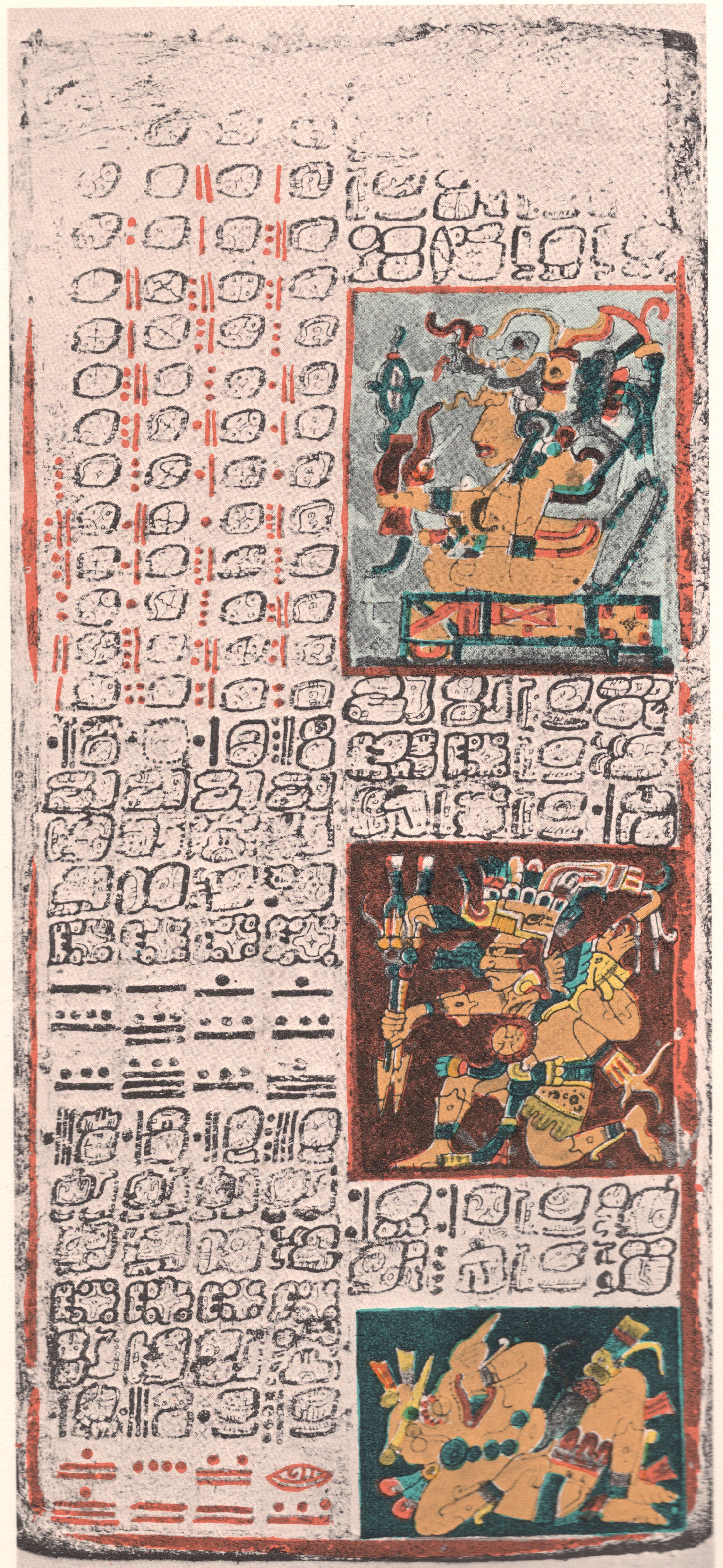
Dresdener Codex, Venustabellen

De Dresdener codex (ook bekend als Codex Dresdensis) is een Maya-boek uit de elfde of twaalfde eeuw. Volgens historici is de codex het oudst bekende geschreven boek van Amerika. Aangenomen wordt dat deze Mayaanse codex een kopie is van een originele tekst van 300 tot 400 jaar eerder, dus uit het Klassieke tijdperk van de Mayabeschaving. Men veronderstelt wel dat de codex afkomstig is uit Chichén Itzá. Naast de Dresden Codex zijn nog enkele andere codices bekend. Dit zijn de Madrid-codex en de Parijs-codex. Ten aanzien van een vierde codex, de Grolier-codex, is er bij een deel van het vakgebied twijfel aan de authenticiteit.

## Geschiedenis
Johann Christian Götze, directeur van de Sächsische Landesbibliothek, kocht de codex in 1739 van een particuliere eigenaar in Wenen. Historici denken dat de codex oorspronkelijk in 1519 door Hernán Cortés naar Europa was gebracht als eerbetoon aan keizer Karel V. Karel had Cortés aangewezen als gouverneur en kapitein-generaal van het door de Spanjaarden veroverde gebied in Mexico. Nadien is de codex altijd in Europa gebleven. Götze gaf het in 1744 aan de staatsbibliotheek van Saksen, de Koninklijke bibliotheek van Dresden. De bibliotheek publiceerde de codex voor het eerst in 1848.
De bibliotheek waar de codex lag opgeslagen, werd tegen het einde van de Tweede Wereldoorlog getroffen tijdens een geallieerd bombardement op Dresden. De codex liep waterschade op tijdens bluswerkzaamheden; twaalf bladen werden beschadigd, andere delen vernietigd. De codex werd nadien gerestaureerd.

## Omschrijving
De Dresdener Codex is de belangrijkste van de drie resterende Mayaanse codices (een vierde, de Grolier Codex, is waarschijnlijk een handige vervalsing). Het is een dubbelzijdig vouwboek gemaakt van amatlpapier en beschreven door acht verschillende kopiisten. De codex is in totaal 74 pagina’s lang. De afbeeldingen zijn geschilderd met fijne kwasten en zijn uitzonderlijk helder. De primaire kleuren van de afbeeldingen zijn rood, zwart en het zogenaamde mayablauw. 
De Dresdener Codex bevat astronomische tabellen, almanakken en verwijzingen naar rituelen. Er is informatie over de regenseizoenen, overstromingen, en ziektes. Ook lijkt de codex standen van planeten en sterren te voorspellen. Vooral de Venustabellen uit de codex zijn vermaard om hun nauwkeurigheid.